# Johannes Aal
Johannes Aal, född omkring 1500 i Bremgarten, död 28 maj 1553 i Solothurn, var en tyskspråkig, schweizisk teolog, skald och dramatiker. 
Aal var pastor i Bremtagen fram till 1529, sedan Leutpriester i Baden till 1536. Han blev predikant och körledare i klostret i Solothurn 1538, där han mellan 1544 och 1551 var provost.
Aal författade bland annat Sankt-Ursen-Lied år 1543 och Tragoedia Johanni des Täufers, vilken sattes upp för första gången i Bern år 1549.
Aal var en av de få tyskspråkiga katolska dramatikerna under 1500-talet.